# SINHCAF
SINHCAF (англ. SIN3-HDAC complex associated factor) – білок, який кодується однойменним геном, розташованим у людей на короткому плечі 12-ї хромосоми. Довжина поліпептидного ланцюга білка становить 221 амінокислот, а молекулярна маса — 24 852.
| 10         |  | 20         |  | 30         |  | 40         |  | 50         |
| ---------- |  | ---------- |  | ---------- |  | ---------- |  | ---------- |
| MFGFHKPKMY |  | RSIEGCCICR |  | AKSSSSRFTD |  | SKRYEKDFQS |  | CFGLHETRSG |
| DICNACVLLV |  | KRWKKLPAGS |  | KKNWNHVVDA |  | RAGPSLKTTL |  | KPKKVKTLSG |
| NRIKSNQISK |  | LQKEFKRHNS |  | DAHSTTSSAS |  | PAQSPCYSNQ |  | SDDGSDTEMA |
| SGSNRTPVFS |  | FLDLTYWKRQ |  | KICCGIIYKG |  | RFGEVLIDTH |  | LFKPCCSNKK |
| AAAEKPEEQG |  | PEPLPISTQE |  | W          |  |            |  |            |

A: Аланін

C: Цистеїн

D: Аспарагінова кислота

E: Глутамінова кислота

F: Фенілаланін

G: Гліцин

H: Гістидин

I: Ізолейцин

K: Лізин

L: Лейцин

M: Метіонін

N: Аспарагін

P: Пролін

Q: Глутамін

R: Аргінін

S: Серин

T: Треонін

V: Валін

W: Триптофан

Задіяний у такому біологічному процесі, як альтернативний сплайсинг. 
Локалізований у ядрі.